# Synema rubromaculatum
Synema rubromaculatum là một loài nhện trong họ Thomisidae.
Loài này thuộc chi Synema. Synema rubromaculatum được Eugen von Keyserling miêu tả năm 1880.